# 郁久閭予成
郁久閭 予成（漢音：いくきゅうりょ よせい、拼音：Yùjiŭlǘ Yŭchéng、？ - 485年）は、柔然の可汗。吐賀真の子。可汗号は受羅部真可汗（しゅうらぶしんかがん）といい、“恵可汗”という意味である。

## 生涯
北魏の和平5年（464年）、吐賀真が死去すると、子の予成が即位して、受羅部真可汗と号した。予成は柔然で初めて独自の年号を立てて永康元年とした。さっそく予成は部落を率いて北魏の国境を侵犯したが、7月、北魏北鎮の遊軍に大破された。
永康5年（468年）、柔然は宋に朝貢した。
永康6年（469年）2月、柔然・庫莫奚・契丹は北魏に遣使を送って朝貢した。7月、柔然は再び北魏に遣使を送って朝貢した。
永康7年（470年）、予成は北魏の辺境を侵犯した。献文帝の車駕は北方を討伐し、京兆王の拓跋子推と東陽公の元丕は諸軍を統率して西道に、任城王の元雲らは軍を統率して東道に出て、汝陰王の元賜と済南公の羅烏抜は軍を統率して先鋒となり、隴西王の源賀は諸軍を統率して後に続いた。諸将は献文帝の車駕と女水の河岸で合流した。そして精兵五千人を選抜して戦闘を仕掛け、多くの疑兵を設けて柔然軍を混乱させた。柔然軍は潰走した。この頃、柔然は鄯善・焉耆・亀茲・姑墨などの西域諸国を役属させ、于闐に迫り、于闐は北魏に救援を要請する。
永康8年（471年）3月・6月、柔然は宋に遣使を送って朝貢した。
永康9年（472年）2月、柔然は北魏の辺境を侵犯した。献文帝は将を遣わしてこれを撃ち、遁走させる。柔然別帥の阿伏干部は千余落を率いて北魏に降る。また、東部勅勒が北魏より柔然に降る。6月、柔然部帥の没路真部は三万騎を率いて塞に入り鎮を包囲し、尉多侯はこれを撃って潰走させ、征西大将軍に拝される。後に尉多侯は南山で猟をし、柔然は部帥の度抜を遣わし敦煌を包囲し、その還路を絶った。尉多侯はその包囲を解いて鎮に入り、衆を率いて戦い、柔然を大破する。10月、柔然は北魏の辺境を侵し、五原に侵攻する。11月、柔然は宋に遣使を送って朝貢した。
永康10年（473年）7月、柔然は敦煌を侵すが、鎮将の楽洛生に撃たれる。12月、北魏の辺境を侵し、柔玄鎮の二部勅勒もこれに呼応した。
永康11年（474年）5月、柔然は北魏と宋に遣使を送って朝貢した。7月、柔然は敦煌鎮を攻撃した。しかし、鎮将の尉多侯に破られる。 
永康12年（475年）、予成が北魏に通婚を求めた。予成は何度も国境を侵犯してきたので、官僚は使者を拒絶し、軍を出撃させて柔然を討伐することを求めた。献文帝は柔然を討つべきではないとし、柔然には「婚姻とは軽々しく行うものではない」と伝えた。そのため予成は献文帝の在位中には改めて通婚を求めなかった。
永康13年（476年）、柔然はこの年に4回も北魏に遣使を送って朝貢した。
永康14年（477年）4月、予成は莫何去汾の比抜らを北魏に派遣し、良馬や貂の皮衣を献上した。5月・9月にも朝貢した。
永康15年（478年）2月、予成は再び比抜らを朝貢の使者として派遣し、ついで再び通婚を求めた。孝文帝の意図は友好関係を結ぶことにあり、これを許した。予成は毎年の貢納を絶やさなかったものの、誠意を明らかに示さなかったので、婚姻も取り止めとなった。9月、柔然は宋に遣使を送って朝貢した。宋の宰相の蕭道成は驍騎将軍の王洪範を柔然に派遣して、共に北魏を討つことを謀る。
永康16年（479年）4月、柔然は北魏に遣使を送って朝貢した。11月、王洪範が柔然に到着し、予成は宋の要請に従い、十余万を率いて南下し、北魏を牽制した。この年、柔然は高句麗と計って共に地豆于を分散させようとした。
永康17年（480年）3月、柔然は北魏に遣使を送って朝貢する。また、南朝の斉に遣使を送って朝貢し、斉の太祖（蕭道成）に北魏を挟撃することを提案した。
この後数年間、柔然は北魏と斉に遣使を送って朝貢した。
永康22年（485年）12月、柔然は北魏の塞を侵犯し、任城王元澄は衆を率いてこれを防ぐ。この年、予成は死去し、子の豆崙が継いで伏古敦可汗となる。

## 参考資料
- 『宋書』（帝紀、索虜伝）
- 『魏書』（列伝第十四、列伝第八十八、列伝第九十 西域、列伝第九十一 蠕蠕）
- 『北史』（列伝第八十六 蠕蠕）
- 『南斉書』（芮芮伝）